# Kerbverzahnung

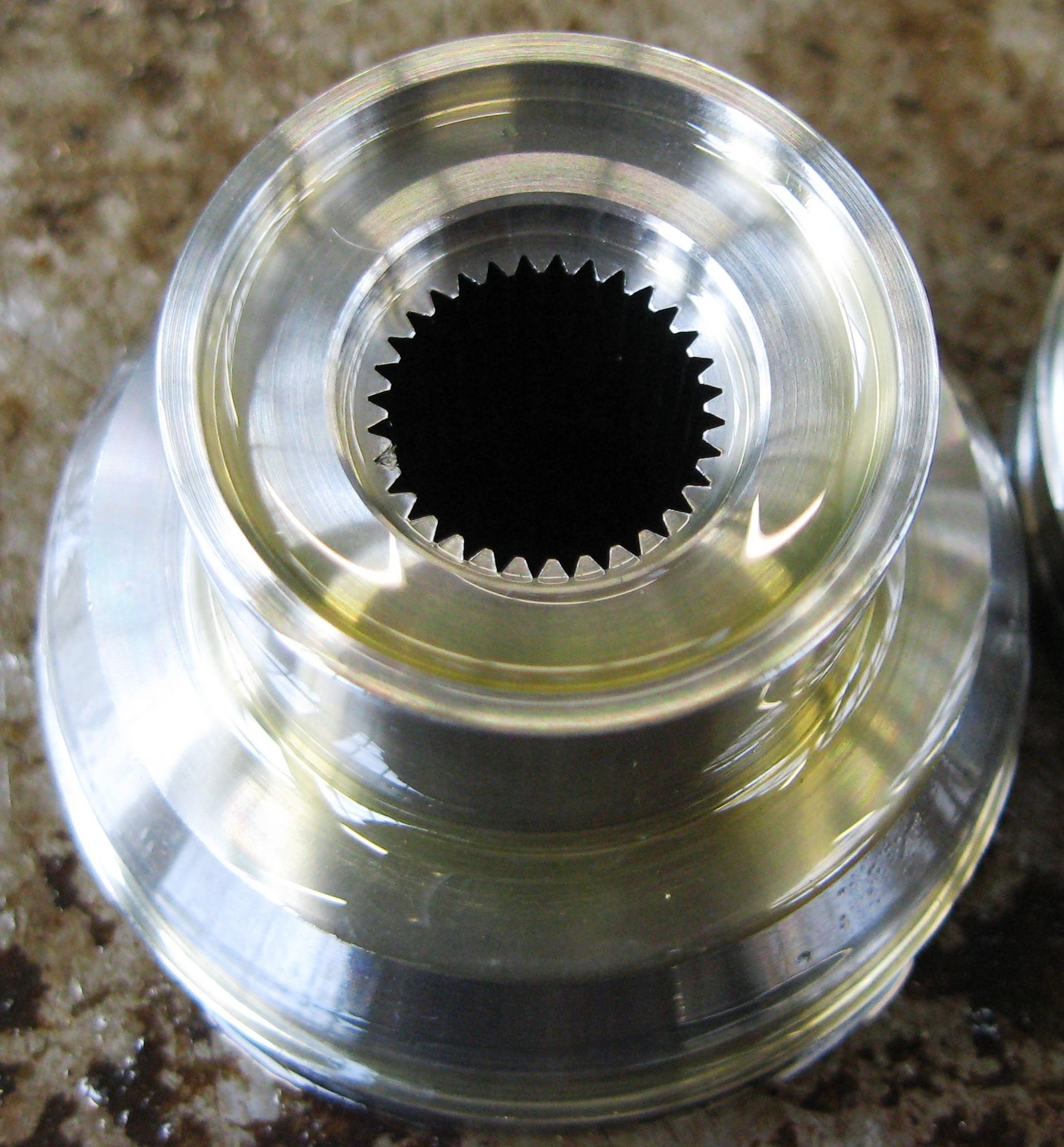
Geräumte Kerbverzahnung einer Nabe

Eine Kerbverzahnung ist eine Art der formschlüssigen Welle-Nabe-Verbindungen zum Übertragen von Drehmomenten. Dabei greifen die spitz zulaufenden Zähne der Welle in die der Nabe. Die Ausführung der Wellen und Naben ist in der DIN 5481 und der ISO 4156 geregelt.

## Anwendung
Die Kerbverzahnung ist eine spezielle Art der Passverzahnungen und dient zum Verbinden von Wellen und Naben. Im Unterschied zur Keilwellenverbindung ist diese Verbindung aus Verschleißgründen jedoch nicht axial verschiebbar. Ein Vorteil gegenüber der Passfederverbindung ist, dass Welle und Nabe in ihren Durchmessern weniger geschwächt werden. Es können mittlere bis große Drehmomente auch drehrichtungswechselnd übertragen werden, da durch die enge Verzahnung der gesamte Wellenumfang an der Drehmomentübertragung beteiligt ist.
Die Zentrierung von Welle und Nabe erfolgt über die Zahnflanken.

## Herstellung
Nach DIN 5481 haben die Zähne der Wellen einen konstanten Lückenwinkel von 60°. Der Lückenwinkel der Zähne der Nabe ist abhängig von der Zähnezahl.
Die Welle kann durch Walzen, Profilfräsen oder Wälzfräsen hergestellt werden. Die Nabe wird zumeist durch Räumen oder Wälzstoßen hergestellt. Die Profile der Flanken sind dabei gerade oder evolventisch. Insbesondere durch das Wälzfräsen der Welle entstehen Evolventen.